# Montebello sul Sangro
Montebello sul Sangro é uma comuna italiana da região dos Abruzos, província de Chieti, com cerca de 125 habitantes. Estende-se por uma área de 5 km², tendo uma densidade populacional de 25 hab/km². Faz fronteira com Civitaluparella, Montelapiano, Pennadomo, Villa Santa Maria.

## Demografia
| Variação demográfica do município entre 1861 e 2011                               |
|                                                                                   |
| Fonte: Istituto Nazionale di Statistica (ISTAT) - Elaboração gráfica da Wikipedia |